# Premier League Snooker
Die Premier League Snooker war ein Snookerwettbewerb.

## Format
2011 nahmen an dieser über mehrere Monate laufenden Liga zehn Snookerprofis teil, bis 2010 waren es jahrelang sieben Spieler. Aufgrund des Einladungscharakters gab es für die Snookerweltrangliste keine Punkte.
Eine Besonderheit bei dieser Liga gegenüber Weltranglistenturnieren war, dass es ab 2005 eine so genannte Shot clock von 20 Sekunden (früher 25 Sekunden) gab, d. h. in dieser Zeit musste der Spieler den Stoß ausgeführt haben. Fünf Timeouts pro Match und Spieler waren aber erlaubt. Dadurch wurde das Spiel schneller, was auch eine der Zielsetzungen des von 1987 bis 2012 bestehenden Wettbewerbs war.
Außerdem war bei Gruppenspielen eine Spieldauer von maximal fünf Frames festgelegt. Bis 2010 waren sechs Frames die Maximaldistanz, wobei es im Gegensatz zu den meisten übrigen Turnieren auch zu einem Unentschieden kommen konnte. Jeder Spieler trat insgesamt an vier Abenden an; es qualifizierten sich die ersten vier der Tabelle und spielten ab dann ein Halbfinale im K.-o.-System (best of 9). Das Finale gewann derjenige, der zuerst sieben Frames gewonnen hatte (best of 13).

## Geschichte
In Großbritannien wurde die Premier League seit ihrer Erstausgabe 1987 vom Kanal Independent Television (ITV) aufgezeichnet und live gesendet, bis Anfang der 1990er der Sender Sky Sports die Rechte erhielt.
Die Premier League hieß bis 1997 European Snooker League bzw. nach dem damaligen Sponsor Dr. Martens European League und wurde zu dieser Zeit in Gruppenspielen zu je acht Frames ausgespielt.
Dominiert wurde das Turnier von Steve Davis, Stephen Hendry und Ronnie O’Sullivan der mit 10 Siegen Rekordsieger des Turniers ist, er gewann von 2005 bis 2008 fünfmal in Folge.

## Turnierstatus
Das Turnier wurde von Matchroom Sport veranstaltet. Lange Zeit lief das Turnier unabhängig von der World Snooker Association (WSA), die die Premier League zwar nicht sanktionierte, ihre eigenen Termine jedoch stets so legte, dass es nicht zu Überschneidungen kam. Dies änderte sich im Jahr 2008, als die WSA kurzfristig mit der Bahrain Championship ein neues Ranglisten-Turnier der Main Tour organisierte, das mit der Premier League zeitlich zusammenfiel. Aufgrund der mit Matchroom zuvor abgeschlossenen Verträge mussten einige Spieler auf das neue Weltranglistenturnier in Bahrain verzichten. Eine ähnliche Situation gab es mit dem ebenfalls damals nicht offiziellen Paul Hunter Classic in Fürth.
Dieser Konfrontationskurs brachte der Führung der WSA um Sir Rodney Walker viel Kritik ein. Als indirekte Folge des Streits wurde Barry Hearn, Chef von Matchroom Sport, im Dezember zum neuen Vorsitzenden der WSA gewählt. Unter ihm wurde die Premier League (ebenso wie das Paul Hunter Classic) schließlich offizieller Teil der Main Tour.

## Sieger
| Jahr                           | Austragungsort                       | Sieger            | Ergebnis         | Zweiter           | Hauptsponsor            | Saison           |
| Matchroom League               | Matchroom League                     | Matchroom League  | Matchroom League | Matchroom League  | Matchroom League        | Matchroom League |
| ------------------------------ | ------------------------------------ | ----------------- | ---------------- | ----------------- | ----------------------- | ---------------- |
| 1987                           | ?                                    | Steve Davis       | (Ligamodus)      | Neal Foulds       | Rothmans                | 1986/87          |
| 1988                           | ?                                    | Steve Davis       | (Ligamodus)      | Stephen Hendry    | Rothmans                | 1987/88          |
| 1989                           | ?                                    | Steve Davis       | (Ligamodus)      | John Parrott      | –                       | 1988/89          |
| 1990                           | ?                                    | Steve Davis       | (Ligamodus)      | Stephen Hendry    | Stormseal               | 1989/90          |
| Matchroom International League |                                      |                   |                  |                   |                         |                  |
| 1990                           | ?                                    | Tony Meo          | (Ligamodus)      | Jimmy White       | Matchroom International | 1989/90          |
| Matchroom League               |                                      |                   |                  |                   |                         |                  |
| 1991                           | ?                                    | Stephen Hendry    | (Ligamodus)      | Steve Davis       | Trusthouse Forte        | 1990/91          |
| 1992                           | Bournemouth                          | Stephen Hendry    | 9:2              | Steve Davis       | Forte Hotels            | 1991/92          |
| European League                |                                      |                   |                  |                   |                         |                  |
| 1993                           | Bristol                              | Jimmy White       | 10:7             | Alan McManus      | –                       | 1992/93          |
| 1994                           | Bingen am Rhein                      | Stephen Hendry    | 10:7             | John Parrott      | Löwenbräu               | 1993/94          |
| 1995                           | Irthlingborough                      | Stephen Hendry    | 10:2             | Ken Doherty       | Doc Marten’s            | 1994/95          |
| 1996                           | Irthlingborough                      | Ken Doherty       | 10:5             | Steve Davis       | Doc Marten’s            | 1995/96          |
| 1997                           | Irthlingborough                      | Ronnie O’Sullivan | 10:8             | Stephen Hendry    | Doc Marten’s            | 1996/97          |
| Premier League Snooker         |                                      |                   |                  |                   |                         |                  |
| 1998                           | Irthlingborough                      | Ken Doherty       | 10:2             | Jimmy White       | Doc Marten’s            | 1997/98          |
| 1999                           | Maidenhead                           | John Higgins      | 9:4              | Jimmy White       | Riley                   | 1998/99          |
| 2000                           | Colchester – Charter Hall            | Stephen Hendry    | 9:5              | Mark J. Williams  | Altodigital.com         | 1999/00          |
| 2001                           | Inverness – Leisure Centre           | Ronnie O’Sullivan | 9:7              | Stephen Hendry    | Sportingbet.com         | 2000/01          |
| 2002                           | Glenrothes – Rothes Hall             | Ronnie O’Sullivan | 9:4              | John Higgins      | Daily Star              | 2001/02          |
| 2003                           | Sunderland Crow Tree Leisure Centre  | Marco Fu          | 9:5              | Mark J. Williams  | Hasseröder              | 2002/03          |
| 2004                           | Colwyn Bay                           | Stephen Hendry    | 9:6              | John Higgins      | Betfair                 | 2003/04          |
| 2005                           | Manchester – MICC                    | Ronnie O’Sullivan | 6:0              | Mark J. Williams  | Betfred                 | 2004/05          |
| 2005                           | Manchester – G-Mex                   | Ronnie O’Sullivan | 6:0              | Stephen Hendry    | Betfred                 | 2005/06          |
| 2006                           | Manchester – The Forum Centre        | Ronnie O’Sullivan | 7:0              | Jimmy White       | Betfred                 | 2006/07          |
| 2007                           | Aberdeen – AECC                      | Ronnie O’Sullivan | 7:4              | John Higgins      | PartyBeds.com           | 2007/08          |
| 2008                           | Hopton-on-Sea Potters Leisure Resort | Ronnie O’Sullivan | 7:2              | Mark Selby        | PartyPoker.com          | 2008/09          |
| 2009                           | Hopton-on-Sea Potters Leisure Resort | Shaun Murphy      | 7:3              | Ronnie O’Sullivan | PartyCasino.com         | 2009/10          |
| 2010                           | Hopton-on-Sea Potters Leisure Resort | Ronnie O’Sullivan | 7:1              | Shaun Murphy      | PartyCasino.com         | 2010/11          |
| 2011                           | Hopton-on-Sea Potters Leisure Resort | Ronnie O’Sullivan | 7:1              | Ding Junhui       | PartyPoker.com          | 2011/12          |
| 2012                           | Grimsby – Grimsby Auditorium         | Stuart Bingham    | 7:2              | Judd Trump        | PartyPoker.com          | 2012/13          |

## Championship League
2008 wurde eine Turnierserie als Qualifikation für die Premier League Snooker eingeführt, die Championship League. Ihr Sieger bekam einen Platz in der nächsten Saison der Premier League Snooker garantiert.